# Oluwakemi Adekoya
Oluwakemi Adekoya (Lagos, Nigeria, 16 de enero de 1993) es una atleta bareiní de origen nigeriano especializada en la prueba de 400 m, en la que consiguió ser campeona mundial en pista cubierta en 2016.

## Carrera deportiva
En el Campeonato Mundial de Atletismo en Pista Cubierta de 2016 ganó la medalla de oro en los 400 metros, llegando a meta en un tiempo de 51.45 segundos, por delante de las estadounidenses Ashley Spencer (plata con 51.72 segundos) y Quanera Hayes (bronce con 51.76 segundos).